# Magnetofon

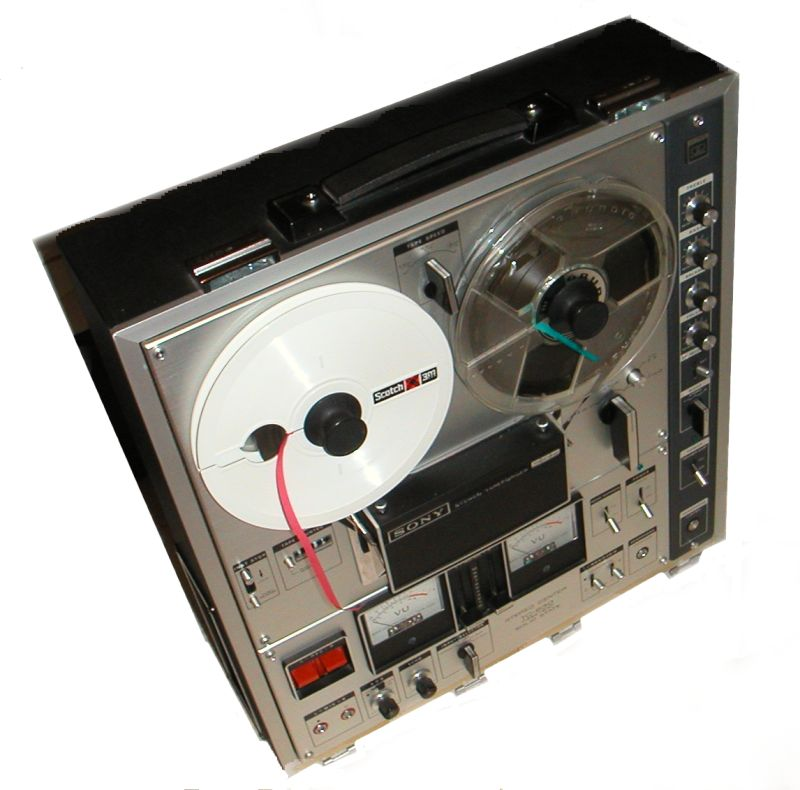
Magnetofon

Comparaţie între un cap de înregistrare-redare de magnetofon şi unul de casetofon

Magnetofonul este un aparat destinat imprimării și redării de programe acustice.

## Istoric
Industria de înregistrare și redare a sunetului a evoluat rapid în prima jumătate a  secolului '20.
În august 1935, concernul AEG prezenta primul magnetofon (K1) la târgul internațional de tehnologie IFA de la Berlin. În 1941, în SUA și Germania a fost pus la punct, magnetofonul cu polarizare și ștergere prin curenți de înaltă frecvență. Denumirea de magnetofon a fost dată de către firma germană Telefunken.
 
Invenția dispozitivului cu bandă subțire, pulverizată cu o pudră de oxid de fier a fost o adevărată revelație. Primul concert înregistrat pe bandă magnetică a fost cel susținut la Ludwigshafen de London Symphony Orchestra, în 1936.
 
Radiodifuzorii puteau, în sfârșit, să producă emisiuni înregistrate. După cel de-al Doilea Război Mondial, aparatele au devenit mai ușor de folosit, dar și de produs. Magnetofonul echipat cu baterii le-a dat oamenilor posibilitatea de a se bucura de muzica lor preferată oriunde și oricând.

## Funcționare - Banda magnetică
Banda de magnetofon constituie al doilea suport de înregistrare a sunetului, inventat de om după discul analog. Banda de magnetofon, și chiar magnetofonul a fost inventat în anii ’30 (secolul trecut) în Germania, printr-o colaborare între inginerii ce lucrau la BASF (ce făcea parte din gigantul industriei chimice I.G.Farben), AEG și RRG.
Inginerii de la AEG au creat primul magnetofon funcțional (ce putea înregistra deja sunetele), numit „K1” ce a fost prezentat publicului pentru prima oară în 1935 (dar de el nu a aflat multă lume în afara Germaniei din cauza izolării regimului nazist în lume). Eduart Schüller de la AEG a construit acest prim magnetofon, ce avea un cap de înregistrare și redare a sunetului în formă de inel (ulterior pe baza acestui sistem au fost produse toate tipurile de capuri de redare și înregistrare ce s-au fabricat de atunci încoace, inclusiv cele folosite în fabricarea casetofoanelor de mai târziu). Friedrich Matthias de la BASF a inventat banda de magnetofon, realizată prin pulverizarea unei pudre de oxid de fier peste o bandă lungă și subțire din plastic (de aproximativ 6,4 mm). Pentru a fi folosită la înregistrare și apoi redare, banda era pusă pe o bobină, tot de plastic, ce era amplasată pe magnetofon, derulată manual printre niște jaloane ce țineau perfect întinsă banda, trecută prin cutia în care se găsea capul de înregistrare, apoi din nou prin alte jaloane, ca în cele din urmă să ajungă în altă bobină, situată de obicei în stânga primei bobine, numită și bobina-martor, sau bobina magnetofonului. Walter Weber, ce lucra pentru compania RRG, a inventat tehnica polarizării benzii de magnetofon, ce a îmbunătățit radical calitatea sunetului ce era înregistrat pe bandă. Această polarizare se realizează prin adăugarea unui semnal de înaltă frecvență (40 – 150 de kHz, frecvență a sunetului ce nu poate fi auzită de urechea umană) peste sunetul înregistrat pe bandă. Avantajul benzii de magnetofon, față de discul analog, e acela că, pe lângă sunetul de o calitate net superioară, noul suport de înregistrare a sunetului permitea, deja, la sfârșitul anilor 1930 o lungime cu mult mai mare a timpului de înregistrare. 
Astfel, se puteau înregistra chiar și două ore de muzică pe aceste benzi de magnetofon, față de maximum 30 de minute pe L.P.-ul de 33 rpm. De asemenea, banda de magnetofon se poate înregistra în ambele direcții de derulare a benzii, astfel că după ascultarea primei părți a benzii, trebuie doar schimbată direcția de derulare a acesteia în magnetofon, și astfel putem asculta și partea a doua a benzii. Primele magnetofoane realizate de germani erau destul de mari (cum se poate vedea și-n poza de mai jos), unele putând avea până la 1,7 m înălțime, și de aceea au fost folosite doar de posturile de radio germane, uneori, după cum au constatat pe pielea lor unii prizonieri de război americani, fiind utilizate și la înregistrarea interogatoriilor, mai ales a ofițerilor aliați.

## Legături externe
Materiale media legate de Magnetofon la Wikimedia Commons